# Eliminatoria al Campeonato Juvenil de la AFC 2002
La Eliminatoria al Campeonato Juvenil de la AFC 2002 fue la fase de clasificación que debieron disputar las selecciones juveniles de Asia para clasificar a la fase final del torneo que se realizaría en Catar y que otorgaría 4 plazas para la Copa Mundial de Fútbol Sub-20 de 2003.
Se jugó con 11 grupos de eliminación, en donde los vencedores de cada grupo clasificarían a la fase final junto al país anfitrión Catar.

## Grupo 1
Los partidos se jugaron en Damasco, Siria del 19 al 23 de julio.
| País  | J | G | E | P | GF | GC | Pts |
| ----- | - | - | - | - | -- | -- | --- |
| Siria | 3 | 2 | 1 | 0 | 9  | 3  | 7   |
| Omán  | 3 | 1 | 1 | 1 | 5  | 8  | 4   |
| Irán  | 3 | 1 | 0 | 2 | 6  | 8  | 3   |
| Yemen | 3 | 0 | 2 | 1 | 6  | 7  | 2   |

| Equipo 1 | Resultado | Equipo 2 |
| -------- | --------- | -------- |
| Irán     | 4-3       | Yemen    |
| Siria    | 5-1       | Omán     |
| Omán     | 2-1       | Irán     |
| Siria    | 1-1       | Yemen    |
| Yemen    | 2-2       | Omán     |
| Irán     | 1-3       | Siria    |

## Grupo 2
Los partidos se jugaron en Al-Ain, Emiratos Árabes Unidos del 25 al 31 de julio.
| País      | J                  | G                  | E                  | P                  | GF                 | GC                 | Pts                |
| --------- | ------------------ | ------------------ | ------------------ | ------------------ | ------------------ | ------------------ | ------------------ |
| UAE       | 2                  | 2                  | 0                  | 0                  | 8                  | 2                  | 6                  |
| Irak      | 2                  | 1                  | 0                  | 1                  | 3                  | 4                  | 3                  |
| Palestina | 2                  | 0                  | 0                  | 2                  | 3                  | 8                  | 0                  |
| Líbano    | Abandonó el Torneo | Abandonó el Torneo | Abandonó el Torneo | Abandonó el Torneo | Abandonó el Torneo | Abandonó el Torneo | Abandonó el Torneo |

| Equipo 1               | Resultado | Equipo 2               |
| ---------------------- | --------- | ---------------------- |
| Emiratos Árabes Unidos | 3-0       | Irak                   |
| Irak                   | 3-1       | Palestina              |
| Palestina              | 2-5       | Emiratos Árabes Unidos |

## Grupo 3
Los partidos se jugaron en Kuwait del 18 al 22 de julio.
| País           | J | G | E | P | GF | GC | Pts |
| -------------- | - | - | - | - | -- | -- | --- |
| Arabia Saudita | 3 | 3 | 0 | 0 | 11 | 2  | 9   |
| Kuwait         | 3 | 1 | 1 | 1 | 13 | 4  | 4   |
| Jordania       | 3 | 1 | 0 | 2 | 1  | 15 | 3   |
| Baréin         | 3 | 0 | 1 | 2 | 1  | 5  | 1   |

| Equipo 1       | Resultado | Equipo 2       |
| -------------- | --------- | -------------- |
| Baréin         | 1-1       | Kuwait         |
| Arabia Saudita | 5-0       | Jordania       |
| Jordania       | 0-10      | Kuwait         |
| Baréin         | 0-3       | Arabia Saudita |
| Jordania       | 1-0       | Baréin         |
| Kuwait         | 2-3       | Arabia Saudita |

## Grupo 4
Los partidos se jugaron en Calcuta, India del 10 al 14 de julio.
| País       | J | G | E | P | GF | GC | Pts |
| ---------- | - | - | - | - | -- | -- | --- |
| India      | 3 | 2 | 1 | 0 | 8  | 1  | 7   |
| Tayikistán | 3 | 2 | 1 | 0 | 5  | 0  | 7   |
| Bután      | 3 | 0 | 1 | 2 | 1  | 7  | 1   |
| Kirguistán | 3 | 0 | 1 | 2 | 0  | 6  | 1   |

| Equipo 1   | Resultado | Equipo 2   |
| ---------- | --------- | ---------- |
| Kirguistán | 0-2       | Tayikistán |
| Bután      | 1-4       | India      |
| India      | 0-0       | Tayikistán |
| Kirguistán | 0-0       | Bután      |
| India      | 4-0       | Kirguistán |
| Tayikistán | 3-0       | Bután      |

## Grupo 5
Los partidos se jugaron en Karachi, Pakistán del 25 al 29 de abril.
| País      | J | G | E | P | GF | GC | Pts |
| --------- | - | - | - | - | -- | -- | --- |
| Bangladés | 3 | 2 | 1 | 0 | 8  | 2  | 7   |
| Pakistán  | 3 | 2 | 1 | 0 | 8  | 3  | 7   |
| Sri Lanka | 3 | 1 | 0 | 2 | 4  | 4  | 3   |
| Maldivas  | 3 | 0 | 0 | 3 | 0  | 11 | 3   |

| Equipo 1  | Resultado | Equipo 2  |
| --------- | --------- | --------- |
| Sri Lanka | 0-2       | Bangladés |
| Pakistán  | 4-0       | Maldivas  |
| Maldivas  | 0-4       | Bangladés |
| Pakistán  | 2-1       | Sri Lanka |
| Sri Lanka | 3-0       | Maldivas  |
| Bangladés | 2-2       | Pakistán  |

## Grupo 6
Los partidos se jugaron en Tashkent, Uzbekistán del 6 al 10 de mayo.
| País         | J | G | E | P | GF | GC | Pts |
| ------------ | - | - | - | - | -- | -- | --- |
| Uzbekistán   | 2 | 2 | 0 | 0 | 19 | 0  | 6   |
| Turkmenistán | 2 | 1 | 0 | 1 | 1  | 7  | 3   |
| Nepal        | 2 | 0 | 0 | 2 | 0  | 13 | 0   |

| Equipo 1     | Resultado | Equipo 2     |
| ------------ | --------- | ------------ |
| Turkmenistán | 1-0       | Nepal        |
| Uzbekistán   | 7-0       | Turkmenistán |
| Nepal        | 0-12      | Uzbekistán   |

## Grupo 7
Los partidos de jugaron en Tokio, Japón del 8 al 12 de mayo.
| País     | J | G | E | P | GF | GC | Pts |
| -------- | - | - | - | - | -- | -- | --- |
| Japón    | 3 | 3 | 0 | 0 | 22 | 0  | 9   |
| Taiwán   | 3 | 2 | 0 | 1 | 13 | 6  | 6   |
| Laos     | 3 | 1 | 0 | 2 | 8  | 7  | 3   |
| Mongolia | 3 | 0 | 0 | 3 | 0  | 30 | 0   |

| Equipo 1 | Resultado | Equipo 2 |
| -------- | --------- | -------- |
| Laos     | 1-2       | Taiwán   |
| Mongolia | 0-12      | Japón    |
| Laos     | 7-0       | Mongolia |
| Taiwán   | 0-5       | Japón    |
| Mongolia | 0-11      | Taiwán   |
| Japón    | 5-0       | Laos     |

## Grupo 8
Los partidos se jugaron en Paju, Corea del Sur del 27 al 31 de marzo.
| País            | J                  | G                  | E                  | P                  | GF                 | GC                 | Pts                |
| --------------- | ------------------ | ------------------ | ------------------ | ------------------ | ------------------ | ------------------ | ------------------ |
| Corea del Sur   | 2                  | 2                  | 0                  | 0                  | 26                 | 0                  | 6                  |
| Brunéi          | 2                  | 1                  | 0                  | 1                  | 6                  | 9                  | 3                  |
| Guam            | 2                  | 0                  | 0                  | 2                  | 0                  | 23                 | 0                  |
| Corea del Norte | Abandonó el Torneo | Abandonó el Torneo | Abandonó el Torneo | Abandonó el Torneo | Abandonó el Torneo | Abandonó el Torneo | Abandonó el Torneo |

| Equipo 1      | Resultado | Equipo 2      |
| ------------- | --------- | ------------- |
| Corea del Sur | 9-0       | Brunéi        |
| Brunéi        | 6-0       | Guam          |
| Guam          | 0-17      | Corea del Sur |

## Grupo 9
Los partidos se jugaron en Bangkok, Tailandia del 2 al 6 de abril.
| País      | J | G | E | P | GF | GC | Pts |
| --------- | - | - | - | - | -- | -- | --- |
| Tailandia | 3 | 2 | 1 | 0 | 15 | 1  | 7   |
| Indonesia | 3 | 2 | 1 | 0 | 5  | 0  | 7   |
| Hong Kong | 3 | 1 | 0 | 3 | 5  | 6  | 3   |
| Filipinas | 3 | 0 | 0 | 3 | 2  | 20 | 0   |

| Equipo 1  | Resultado | Equipo 2  |
| --------- | --------- | --------- |
| Hong Kong | 0-1       | Indonesia |
| Tailandia | 12-0      | Filipinas |
| Filipinas | 2-4       | Hong Kong |
| Indonesia | 0-0       | Tailandia |
| Filipinas | 0-4       | Indonesia |
| Tailandia | 3-1       | Hong Kong |

## Grupo 10
Los partidos se jugaron en Kelana Jaya, Malasia del 4 al 8 de mayo.
| País    | J | G | E | P | GF | GC | Pts |
| ------- | - | - | - | - | -- | -- | --- |
| Vietnam | 3 | 3 | 0 | 0 | 15 | 2  | 9   |
| Malasia | 3 | 1 | 1 | 1 | 7  | 3  | 4   |
| Camboya | 3 | 1 | 1 | 1 | 2  | 5  | 4   |
| Macao   | 3 | 0 | 0 | 3 | 1  | 15 | 0   |

| Equipo 1 | Resultado | Equipo 2 |
| -------- | --------- | -------- |
| Camboya  | 0-5       | Vietnam  |
| Malasia  | 6-0       | Macao    |
| Macao    | 1-7       | Vietnam  |
| Camboya  | 0-0       | Malasia  |
| Macao    | 0-2       | Camboya  |
| Vietnam  | 3-1       | Malasia  |

## Grupo 11
Los partidos se jugaron en Singapur del 13 al 17 de marzo.
| País     | J | G | E | P | GF | GC | Pts |
| -------- | - | - | - | - | -- | -- | --- |
| China    | 2 | 1 | 1 | 0 | 3  | 1  | 4   |
| Myanmar  | 2 | 1 | 1 | 0 | 2  | 1  | 4   |
| Singapur | 2 | 0 | 0 | 2 | 0  | 3  | 0   |

| Equipo 1 | Resultado | Equipo 2 |
| -------- | --------- | -------- |
| Myanmar  | 1-0       | Singapur |
| China    | 1-1       | Myanmar  |
| Singapur | 0-2       | China    |

## Clasificados al Campeonato Juvenil de la AFC
| - Siria - Emiratos Árabes Unidos - Arabia Saudita - India | - Bangladés - Pakistán - Uzbekistán - Japón | - Tailandia - Vietnam - China |